# Megadyptes
Rod Megadyptes je jeden ze šesti uznávaných rodů tučňáků z čeledi tučňákovití (Spheniscidae). Je zastoupen jediným žijícím druhem, kterým je tučňák žlutooký. (Megadyptes antipodes). Známy jsou ještě dva vyhynulé poddruhy:
- M. a. waitaha z Nového Zélandu (popsaný v roce 2008), který vyhynul někdy mezi lety 1250–1500 n. l., poté, co ostrovy osídlil člověk (Maorové),
- M. a. richdalei z Chathamských ostrovů (popsaný v roce 2019).[1][2][3]

Nicméně je třeba podotknout, že některé autority označují poddruh M. a. waitaha za samostatný druh Megadyptes waitaha.
Rod popsal na sklonku svého života francouzský lékař a přírodovědec Henri Milne-Edwards v roce 1880. Slovo Megadyptes v překladu znamená „velký potápěč“ (mega = „velký“, dyptes = „potápěč“). Je známo, že tučňák žlutooký se dokáže potopit do hloubky až 160 metrů.
Tento jediný žijící zástupce rodu čelí velmi vysokému ohrožení. K roku 2020 organizace IUCN uvedla, že přežívá je velmi nízká a navíc klesající populace o počtu 2 600–3 000 dospělých ptáků. Kvůli geograficky omezenému výskytu kolonií (Nový Zéland) může jakákoli mimořádná událost ohrozit budoucnost druhu v přirozeném prostředí. Podle hodnocení novozélandského Ministerstva památkové péče čelí tučňák žlutooký vysokému riziku vyhynutí v krátkodobém horizontu.